# Resolutie 375 Veiligheidsraad Verenigde Naties
Resolutie 374 van de Veiligheidsraad van de Verenigde Naties werd unaniem aangenomen op 22 september 1975. De Veiligheidsraad beval Papoea-Nieuw-Guinea aan voor VN-lidmaatschap.

## Achtergrond
In 1906 werd Brits Nieuw-Guinea overgedragen aan Australië. Het veranderde hierbij van naam en werd het Territorium Papoea. Tijdens de Eerste Wereldoorlog bezette Australië het noordelijke Keizer Wilhelmsland. Vanaf dan werd dit deel Nieuw-Guinea genoemd. In 1949 werden beide gebieden verenigd onder de naam Territorium Papoea en Nieuw-Guinea. In 1975 werd het land onafhankelijk onder de nieuwe naam Papoea-Nieuw-Guinea.

## Inhoud
De Veiligheidsraad bestudeerde de aanvraag voor lidmaatschap van de VN van Papoea-Nieuw-Guinea. De Algemene Vergadering werd aanbevolen om aan Papoea-Nieuw-Guinea het VN-lidmaatschap toe te kennen.

## Verwante resoluties
- Resolutie 373 Veiligheidsraad Verenigde Naties (Sao Tomé en Principe)
- Resolutie 374 Veiligheidsraad Verenigde Naties (Mozambique)
- Resolutie 376 Veiligheidsraad Verenigde Naties (Comoren)
- Resolutie 382 Veiligheidsraad Verenigde Naties (Suriname)

Lijst ·  367 ·  368 ·  369 ·  370 ·  371 ·  372 ·  373 ·  374 ·  375 ·  376 ·  377 ·  378 ·  379 ·  380 ·  381 ·  382 ·  383 ·  384